# Ромел Моралес
Ромел Освалдо Моралес Рамирес (на испански: Romel Oswaldo Morales Ramírez) е колумбийски футболист, играещ като нападател за малайзийския Куала Лумпур Сити и националния отбор на Малайзия. Участник в Купата на Азия 2023, като отбелязва третия гол срещу Южна Корея при равенството - 3:3.

## Успехи
Куала Лумпур Сити
- Купа на Малайзия
  -  Носител (1): 2021
- Купа на АФК
  -  Финалист (1): 2022

Индивидуални
- Купа на Малайзия
  - Голмайстор на турнира: 2021 (10 гола)[2]